# Adolf von Glümer
Heinrich Karl Ludwig Adolf von Glümer (né le 5 juin 1814 à Lengefeld et mort le 3 janvier 1896 à Fribourg-en-Brisgau) est un général d'infanterie prussien.

## Biographie

### Origine
Il est le fils du capitaine prussien Christian Ludwig von Glümer (né en 1772) et son épouse Wilhelmine, née Spohr.

### Carrière militaire
Glumber rejoint le 26e régiment d'infanterie de l'armée prussienne le 1er mars 1831, y est promu sous-lieutenant le 14 juin 1832, et étudie à l'école générale de guerre en 1835/38. De 1842 à 1843, il est affecté à la brigade d'artillerie de la Garde puis au service topographique du grand état-major. Entre 1847 et 1851, il est adjudant de la 7e brigade de la Landwehr, et participe entre-temps à la campagne contre les rebelles en Bade en 1849. En 1856, il est transféré en tant que major à l'état-major de la 11e division d'infanterie, puis en 1858 à celui du 6e corps d'armée
En 1859, Glümer devient le commandant du bataillon de fusiliers dans le 23e régiment d'infanterie à Neisse, puis également directeur de l'école divisionnaire de cette ville et peu après lieutenant-colonel . En octobre 1861, il est nommé colonel commandant du 6e régiment de grenadiers.
Au cours de la guerre austro-prussienne en 1866, Glümer est nommé major général et commande une brigade de la division du général von Beyer dans l'armée principale, qui participe aux combats à Hammelburg, Helmstadt, Roßbrunn et Wurtzbourg. Après la campagne, Glümer devient le commandant de la 32e brigade d'infanterie à Trèves, et le 18 juillet 1870, il prend le commandement de la 13e division d'infanterie.
Pendant la guerre franco-prussienne de 1870/71, il participe à la bataille de Forbach-Spicheren, occupe Forbach et combat ensuite dans les batailles de Borny-Colombey et Saint-Privat ainsi que dans de nombreuses petites batailles en dehors de Metz, jusqu'à ce qu'il soit nommé à la tête de la division grand-ducale de Bade le 3 octobre. Glümer, qui est malade, ne peut prendre le commandement que le 9 décembre à Dijon et combat le 18 décembre dans la bataille victorieuse de Nuits-Saint-Georges. Dans la bataille d'Héricourt, Glümer commande à Montbéliard et tient cette position défavorable contre toutes les attaques ennemies. Pour ses efforts, Glümer a reçu les deux classes de la croix de fer. Il reçoit également le titre de commandeur de première classe de l'Ordre du mérite militaire de Charles-Frédéric et l'ordre Pour le Mérite le 5 février 1871.
Nommé commandant de la 29e division d'infanterie à Fribourg-en-Brisgau après la paix, Glümer devient gouverneur de la forteresse de Metz le 8 mars 1873. Il est mis à disposition peu après, le 11 octobre 1873, avec l'attribution du caractère de général d'infanterie avec pension.

### Famille
Glumber se marie le 29 juin 1847 avec Karoline Herzog à Halberstadt. Le général de division prussien Weddo von Glümer (1848–1918) est né de ce mariage.

## Honneurs
Glümer est citoyen d'honneur de Fribourg-en-Brisgau depuis 1892. À Karlsruhe, Pforzheim et Fribourg, de rues portent son nom.